# Erik Hermansson
Ej att förväxla med Eric Hermansson (1910–1989), konstnär.
Erik Hermansson, född 17 december 1903 i Grangärde i Ludvika socken i Dalarna, död 12 november 1976 i Yttergrans församling, Håbo, Uppland, var en svensk konstnär, tecknare och skulptör.
Erik Hermansson, vars far var banvakt vid järnvägen, anlitades redan i tonåren av rektorn vid närbelägna Brunnsviks folkhögskola, där han tecknade av skolans zoologiska samlingar. År 1925 flyttade Hermansson till Bålsta, nordväst om Stockholm, där han kombinerade arbete som bromsare på gruståget mellan Stockholm och Bålsta med studier vid Högre konstindustriella skolan där han tog teckningslärarexamen 1926. Han studerade även i Danmark.
Hermansson målade porträtt och landskap, skulpterade och utförde väggmålningar. Han var mycket känd bland allmänheten för sina illustrationer, teckningar och omslag i tidningar och bokverk, bland annat årsboken Lutfisken och i Idrottsbladet. Hans mest kända väggmålning finns i Nalen i Stockholm och föreställer svenska OS-laget från 1948 med bland andra Gunnar Nordahl. Hermansson medverkade med illustrationer och skivomslag på Thore Skogmans projekt Årjängstroll – En trollsaga berättad och sjungen av Thore Skogman. I samband med det gjorde han en modell som stod som förebild när skulpturen Årjängstrollet skapades i Årjäng 1972. Skulpturen är åtta meter hög och har 3,5 meter i skostorlek.
Hermansson signerade sina verk som regel i skrivstil "HermanSson -XX" där XX står för året och S representerar ett större, karaktäristiskt, s.
Erik Hermansson är begravd på Yttergrans kyrkogård.

## Galleri

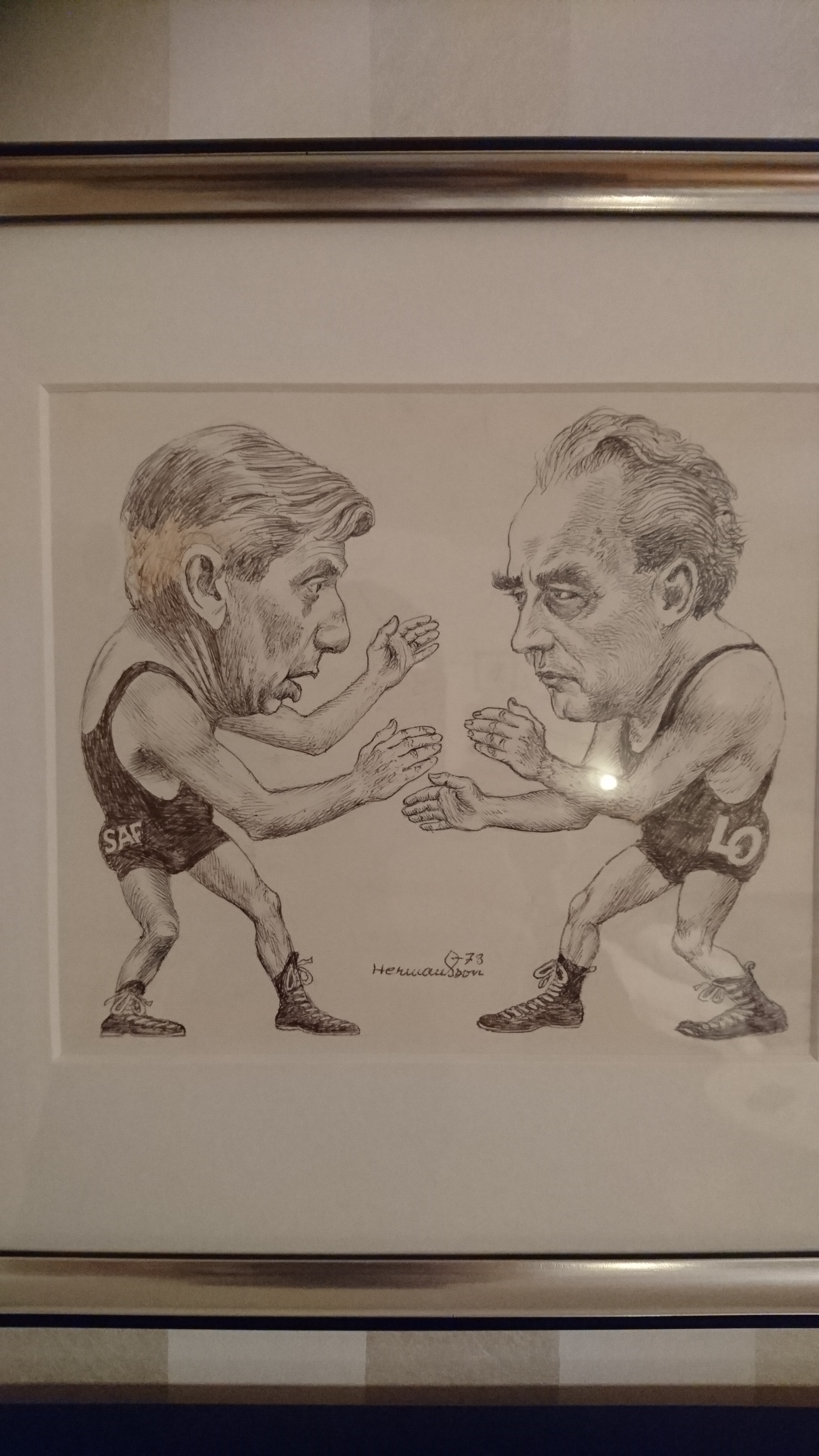
LO SAF karikatyr från 1973.
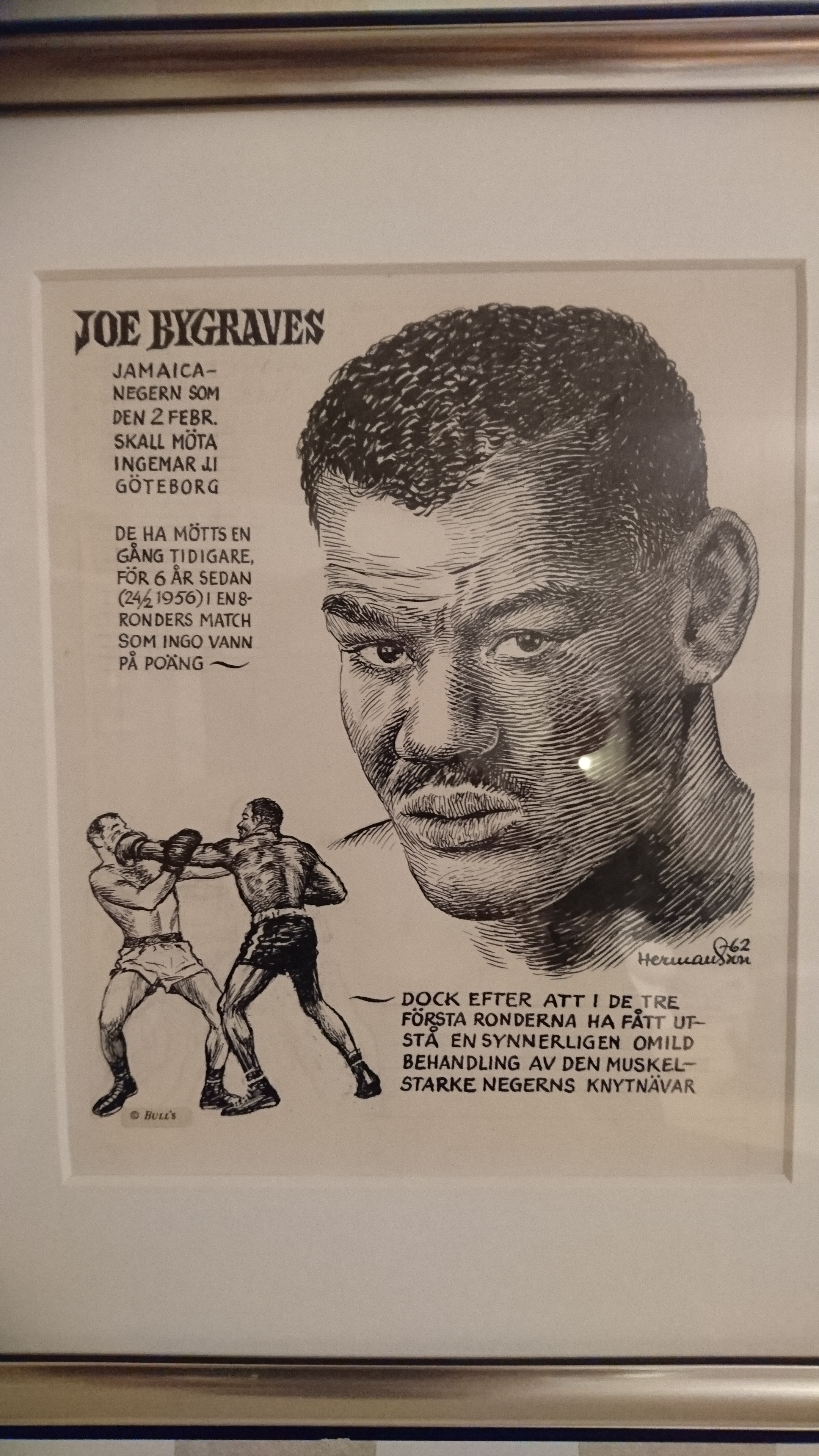
Joe Bygraves, boxare från 1962.
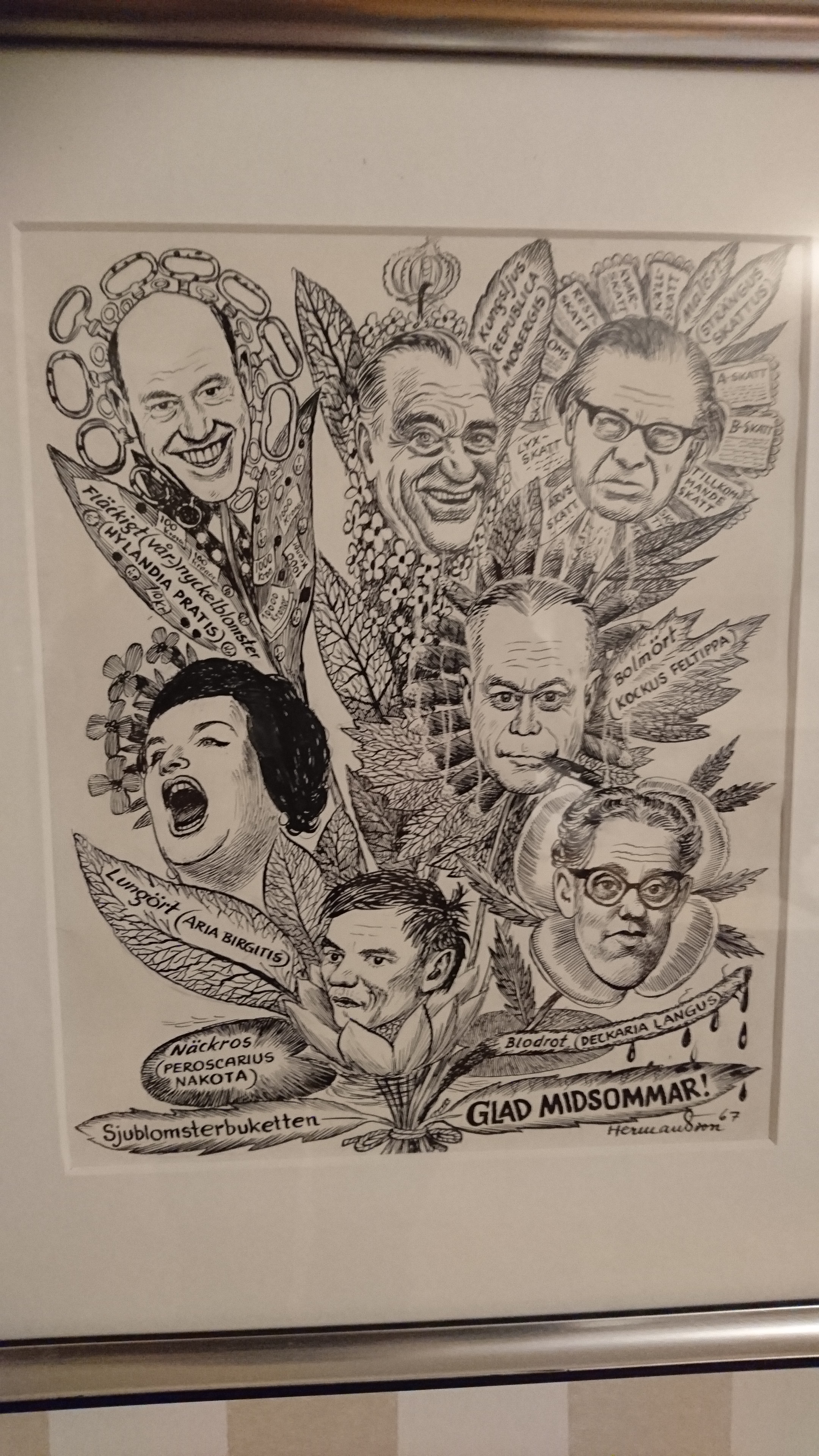
"Midsommarbukett" från 1967.
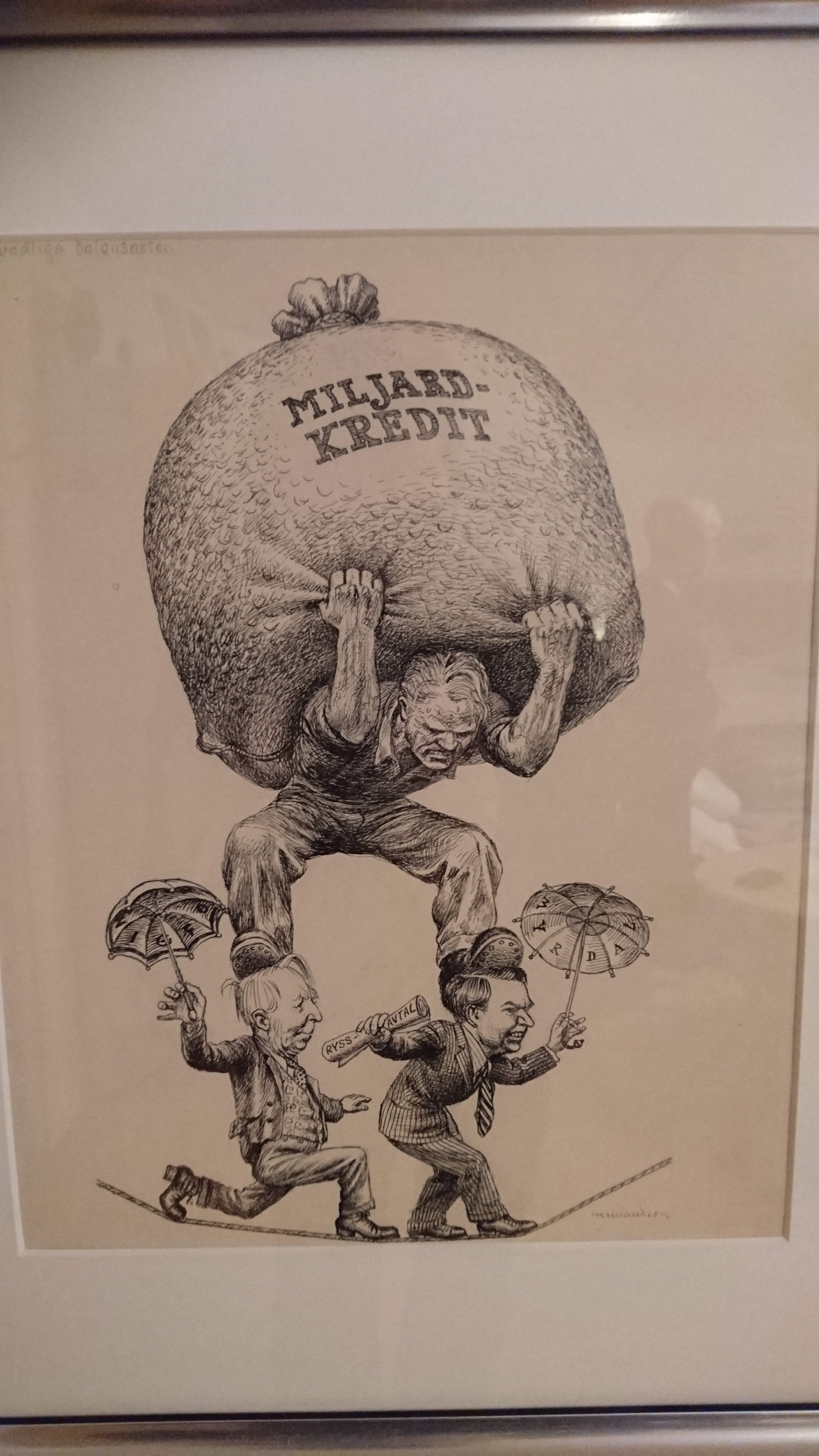
Den vådliga balansakten.
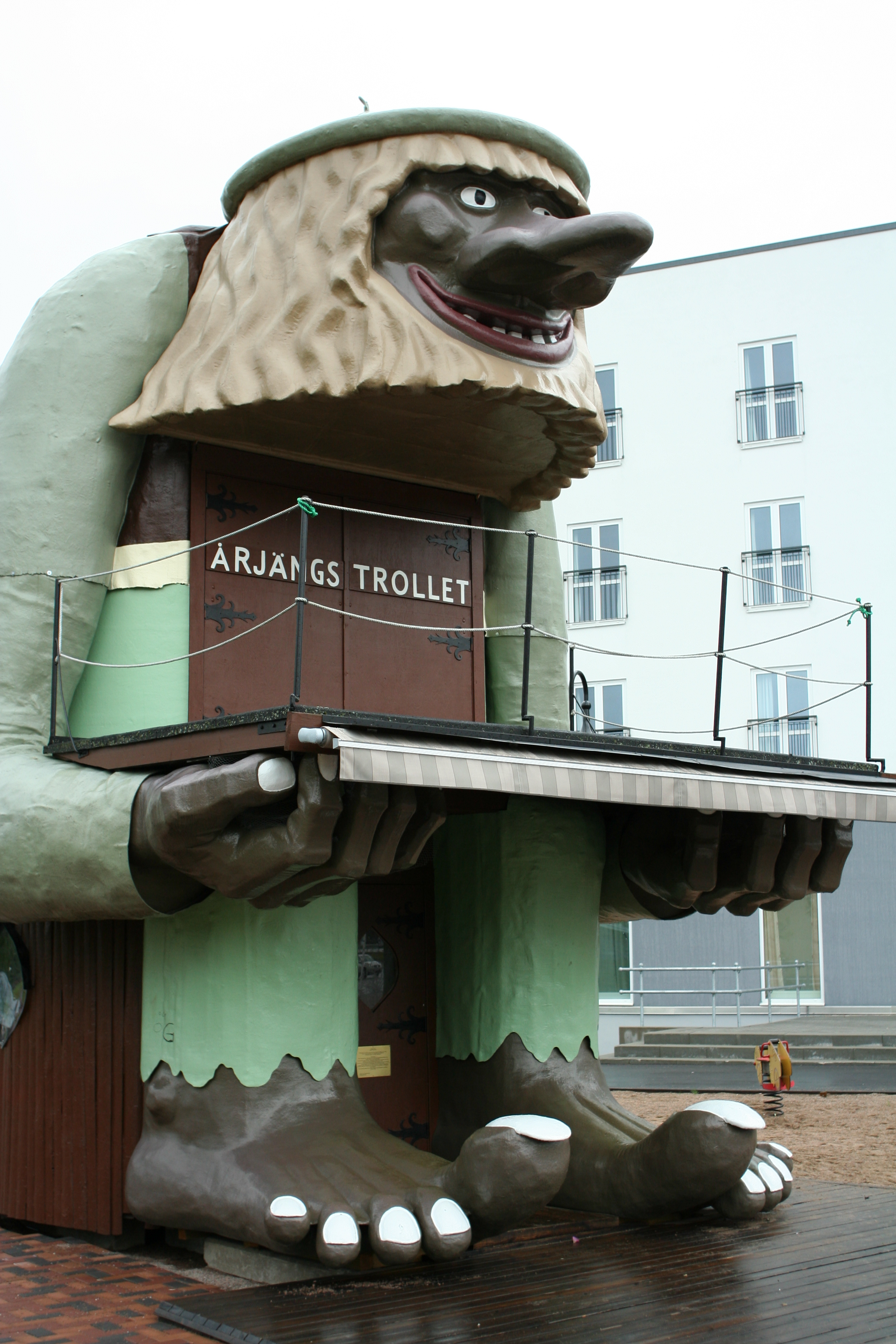
Skulpturen Årjängstrollet efter en modell av Erik Hermansson.